# Liste der Stadtteile in Hof (Saale)

Stadtplan von Hof mit Stadtteilen

Diese Liste zeigt die amtliche Stadtgliederung der Stadt Hof (Saale).

## Statistische Kategorien und Stadtteile
Die Stadt hat 27 Stadtteile, die in 5 statistische Kategorien Mitte, Ost, Süd, West und Nord eingeordnet sind.
| Nummer | Statistische Kategorie | Einwohner | Nummer | Stadtteil            | Einwohner 3.Jan.2007 |
| ------ | ---------------------- | --------- | ------ | -------------------- | -------------------- |
| 1      | Mitte                  | 8466      | 15     | Innenstadt           | 2226                 |
| 1      | Mitte                  | 8466      | 14     | Westend              | 2582                 |
| 1      | Mitte                  | 8466      | 23     | Bahnhofsviertel      | 4146                 |
| 2      | Ost                    | 10458     | 8      | Leimitz-Jägersruh    | 1348                 |
| 2      | Ost                    | 10458     | 16     | Fabrikvorstadt       | 2354                 |
| 2      | Ost                    | 10458     | 17     | Enoch-Widman-Viertel | 4463                 |
| 2      | Ost                    | 10458     | 18     | Wartturmviertel      | 2232                 |
| 2      | Ost                    | 10458     | 24     | Südliche Saale       | 192                  |
| 3      | Süd                    | 12474     | 21     | Krötenbruck          | 6967                 |
| 3      | Süd                    | 12474     | 22     | Anspann              | 445                  |
| 3      | Süd                    | 12474     | 25     | Pirk                 | 37                   |
| 3      | Süd                    | 12474     | 26     | Eppenreuth           | 150                  |
| 3      | Süd                    | 12474     | 27     | Moschendorf          | 4890                 |
| 4      | West                   | 10400     | 4      | Vogelherd            | 2077                 |
| 4      | West                   | 10400     | 9      | Epplas               | 51                   |
| 4      | West                   | 10400     | 10     | Wölbattendorf        | 776                  |
| 4      | West                   | 10400     | 11     | Hohensaas            | 180                  |
| 4      | West                   | 10400     | 12     | Neuhof               | 1636                 |
| 4      | West                   | 10400     | 13     | Geigengrund          | 3285                 |
| 4      | West                   | 10400     | 19     | Osseck               | 416                  |
| 4      | West                   | 10400     | 20     | Münsterviertel       | 2382                 |
| 5      | Nord                   | 5745      | 1      | Unterkotzau          | 847                  |
| 5      | Nord                   | 5745      | 2      | Studentenberg        | 792                  |
| 5      | Nord                   | 5745      | 3      | Haidt                | 200                  |
| 5      | Nord                   | 5745      | 5      | Ziegelacker-Hofeck   | 2063                 |
| 5      | Nord                   | 5745      | 6      | Nördliche Saale      | 599                  |
| 5      | Nord                   | 5745      | 7      | Theresienstein       | 641                  |

Stand: 3. Januar 2007

## Stadtteile nach dem Stadtentwicklungskonzept
| - Innenstadt mit Altstadt, Neustadt und Vorstadt - Anspann - Bahnhofsviertel entstanden 1888–1914 Wohngebiet aus der Gründerzeit früher „Vorstadt Rauschenbach“ genannt zwischen Pfarr, Hauptbahnhof und Saale - Enoch-Widmann-Viertel mit den Hochschulen - Eppenreuth (seit 1972) ehemaliges Dorf - Epplas ehemaliges Dorf - Fabrikvorstadt mit Gärtla (auch „Vertl“, schriftdeutsch Viertel) - Geigengrund - Haidt (seit 1978) ehemalige Gemeinde | - Hohensaas - Krötenbruck (seit 1906) Teil der ehemaligen Gemeinde Moschendorf mit den Weilern Christiansreuth, Zobelsreuth - Leimitz-Jägersruh (seit 1977) mit der ehemaligen Gemeinde Leimitz und deren Ortsteil Jägersruh - Moschendorf (seit 1906) ehemalige Gemeinde mit dem ehemaligen Weiler Alsenberg/Otterberg - Münsterviertel zwischen Äußerer Bayreuther Straße und Klinikum, westlich des Hauptbahnhofs - Neuhof (seit 1869) - Nördliche Saale - Osseck (seit 1972) ehemaliges Dorf | - Pirk (seit 1972) ehemaliges Dorf - Studentenberg - Südliche Saale - Theresienstein - Unterkotzau (seit 1972) ehemalige Gemeinde - Vogelherd - Wartturmviertel - Westendviertel zwischen Marienstraße und Bahnlinie - Wölbattendorf (seit 1978) ehemalige Gemeinde - Ziegelacker-Hofeck mit der ehemaligen Gemeinde Hofeck (seit 1906) |

(nach dem integrierten Stadtentwicklungskonzept, S. 20+21)

## Liste der amtlich benannten Gemeindeteile
Die Gliederung des Bayerischen Landesamts nennt 33 amtlich benannte Gemeindeteile (Hauptorte, Kirchdörfer, Pfarrdörfer, Dörfer, Weiler und Einöden) in der kreisfreien Stadt Hof.